# Pórtugos
Pórtugos es una localidad y municipio español perteneciente a la provincia de Granada, en la comunidad autónoma de Andalucía. Está situado en la parte central de la comarca de la Alpujarra Granadina. Limita con los municipios de Trevélez, Busquístar, La Taha, Capileira y Almegíjar (por un pequeño enclave). Gran parte de su término municipal se encuentra en el parque nacional de Sierra Nevada y en el Sitio Histórico de la Alpujarra. Es, además, el arranque de la Ruta Medieval de la Alpujarra. En el año 2018 contaba con una población de 389 habitantes.

## Historia
El origen de Pórtugos como núcleo urbano se remonta a la época del Imperio Romano, dado que su nombre tiene una clara raíz latina al proceder del vocablo "Portus", que indica «lugar de paso». Durante la época nazarí perteneció a la taha de Ferreyra y tras la cristianización tuvo que ser repoblado, una vez expulsados los moriscos derrotados por Don Juan de Austria, con colonos procedentes de diversos puntos del territorio español de entonces. Tuvo un castillo de origen medieval que fue derruido en el siglo XVI, desapareciendo totalmente sus restos.

## Demografía
Pórtugos cuenta con una población de 385 habitantes (INE 2024).
| Gráfica de evolución demográfica de Pórtugos entre 1842 y 2021                                                      |
| |
| Población de derecho según los censos de población del INE Población de hecho según los censos de población del INE |

## Política
Los resultados en Pórtugos de las elecciones municipales celebradas en mayo de 2023, son:
| Elecciones Municipales - Pórtugos (2023) |       |          |            |
| Partido político                         | Votos | %Válidos | Concejales |
| Partido Popular (PP)                     | 235   | 91,43 %  | 7          |
| Partido Socialista Obrero Español (PSOE) | 22    | 8,56 %   | 0          |

## Economía

### Evolución de la deuda viva municipal
| Gráfica de evolución de deuda viva del Ayuntamiento de Pórtugos entre 2008 y 2019                                |
| |
| Deuda viva del Ayuntamiento de Pórtugos en miles de euros según datos del Ministerio de Hacienda y Ad. Públicas. |

## Naturaleza
La zona es propia para deportes de naturaleza como el excursionismo y el barranquismo en sus muchos ríos de montana.

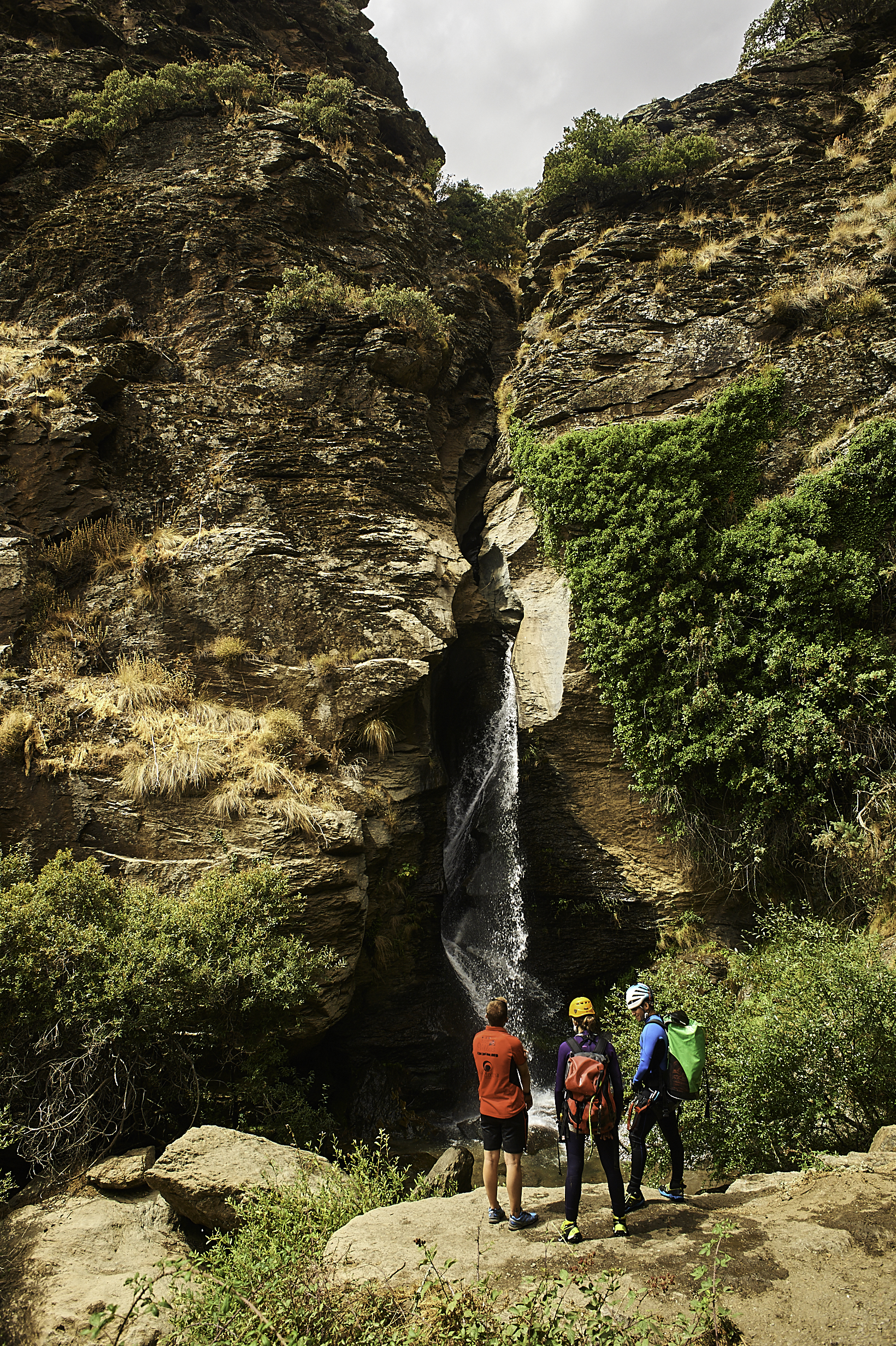
Vista de la cascada de quince metros en el Tajo de Cortes del Río Bermejo, en Pórtugos.